# Kung Fury 2
Série
Kung Fury
(2015)
Pour plus de détails, voir Fiche technique et Distribution.
Kung Fury 2 est film américano-suédois, écrit, réalisé et interprété par David Sandberg et dont la date de sortie n'est pas connue.
Il s'agit de la suite de Kung Fury, également réalisé par David Sandberg.

## Synopsis
Miami, 1985. La ville est gardée en sécurité sous l'œil vigilant de Kung Fury, considéré comme « le plus grand flic de tous les temps ». Son groupe de « Policiers du Tonnerre » est la force de police ultime, constituée de divers personnages venant de différents points de l'histoire pour abattre le méchant « Kung Führer », Adolf Hitler. Cependant, la mort d'un membre de l'équipe entraîne la dissolution du groupe. Cela conduit à un mystérieux méchant émergeant de l'ombre pour aider la quête du Führer à atteindre l'arme ultime. Kung Fury doit traverser le temps et l'espace pour sauver ses amis, défendre la « Miami Kung Fu Academy » et vaincre le mal une fois pour toutes.

## Fiche technique
- Titre original : Kung Fury 2 ou Kung Fury II: The Movie
- Réalisation : David Sandberg
- Scénario : David Sandberg, Tyler Burton Smith
- Pays d'origine :  États-Unis,  Suède
- Langue originale : anglais
- Genres : action, comédie, science-fiction, arts martiaux
- Date de sortie : Date sujette à modification

## Distribution
- David Sandberg : Kung Fury
- Michael Fassbender : Colt Magnum
- Arnold Schwarzenegger : le Président des États-Unis
- Ralf Moeller : Thor
- Alexandra Shipp : Rey Porter
- Jorma Taccone : Adolf Hitler
- Leopold Nilsson : Hackerman
- Eleni Young : Barbarianna
- David Hasselhoff : Hoff 9000 (voix)

## Production

### Développement
Peu de temps après la sortie de Kung Fury en 2015, David Sandberg commence à développer une version longue de son court métrage aux côtés de Seth Grahame-Smith et David Katzenberg.

### Choix des interprètes
En mai 2018, Eiza González rejoint le casting avant de le quitter en juillet 2019 ; elle est alors remplacée par Alexandra Shipp.

### Tournage
Le tournage du film a débuté en Bulgarie et en Allemagne le 29 juillet 2019 et s'est achevé peu avant le 25 septembre 2019.
Le film a été retardé par un conflit financier avec Creasun Entertainment USA, un partenaire chinois qui n’a pas payé les 10 millions de dollars nécessaires pour les effets visuels,. En juin 2023, Kung Fury 2 se dote d'une date sortie fixée au 17 novembre 2023. Mais n'est toujours actuellement pas sorti.

## Personnages
(juin 2020).
- Kung Fury, un détective de Miami qui possède une nouvelle et puissante forme de kung fu après avoir été frappé par la foudre et mordu par un cobra, devenant ainsi l'« Élu », comme prédit par une ancienne prophétie ;
- Colt Magnum, le nouveau partenaire de Kung Fury ;
- Thor, un dieu nordique ;
- Rey Porter, un journaliste ayant une relation compliquée avec Fury ;
- Adolf Hitler, le méchant Kung Führer, à la recherche de L'arme ultime ;
- Hackerman, un génie de l'informatique qui peut se transformer en Hackerbot ;
- Barbarianna, une guerrière viking qui chevauche un loup géant et manie un minigun ;
- Hoff 9000 (voix), membre de l'équipe de Fury qui s'est transformé en voiture.

## Sortie
Le film a été retardé par un conflit financier avec Creasun Entertainment USA, un partenaire chinois qui n'a pas payé les 10 millions de dollars nécessaires pour les effets visuels. Depuis 2023 aucune date de sortie n'est officialisée. En mai 2025 une première bande annonce sort mais toujours pas de date de sortie.